# Biofeedback

Principiul biofeedback-ului

În antrenamentul prin biofeedback, indivizii primesc informații (feedback) despre un aspect al stării lor psihologice și apoi încearcă să schimbe această stare. Este folosit cel mai frecvent pentru a controla probleme legate de stres sau circulație sangvina, precum cefaleea (durere de cap), hipertensiunea arterială și tulburările de somn.
Aceasta metodă constă în atașarea unor senzori legați la un dispozitiv de monitorizare. 
Există 2 tipuri de biofeedback: 
- electromiografia (EMG)
- biofeedback-ul temperaturii periferice sau al mâinii

De asemenea există neurofeedbackul care se foloseste de  electroencefalografie